# موترشید
موترشید (به آلمانی: Mutterschied) یک شهر در آلمان است که در راین-هونسروک واقع شده‌است. موترشید ۵۲۲ نفر جمعیت دارد.